# Боровая (Кушвинский муниципальный округ)
Боровая — деревня в Свердловской области России, административно подчинённая городу Кушве. Входит в Кушвинский муниципальный округ.
Ранее деревня была центром Боровского сельсовета города Кушвы.

## Население
| 2002 | 2010 |
| ---- | ---- |
| 47   | ↘41  |

## География
Деревня расположена на левом притоке Туры — реке Боровой, в 14 километрах к северо-востоку от города Кушвы (в 16 километрах по дороге). Деревня Боровая располагается преимущественно на правом берегу реки, в полутора километрах от устья. В деревне создан небольшой пруд (уровень воды — 203,4 м).
Через деревню Боровую проходит автодорога Верхняя Тура — Нижняя Тура. В двух километрах восточнее деревни проходит Серовский тракт (автодорога Серов — Нижний Тагил — Екатеринбург), а в двух километрах севернее — автодорога в направлении Чусового и Перми.

## Экономика
Ранее действовал совхоз «Верхнетуринский». Возле деревни работает золотодобывающая артель «Фарта», где занята часть населения.